# Willi Wolff
Willi Wolff (Schönebeck, 16 aprile 1883 – Nizza, 6 aprile 1947) è stato uno sceneggiatore, regista e produttore cinematografico tedesco attivo principalmente all'epoca del muto.

## Filmografia

### Sceneggiatore
- De Profundis
- Das Spielzeug der Zarin
- Das Kloster von Sendomir
- Der rote Henker, regia di Rudolf Biebrach (1920)
- Brigantenliebe
- Die Fürstin Woronzoff
- Sizilianische Blutrache
- Napoleon und die kleine Wäscherin
- 10 Millionen Volt
- Der weiße Tod
- Fahrendes Volk
- Das Rätsel der Sphinx
- Die Abenteuerin von Monte Carlo - 1. Die Geliebte des Schahs
- Die Abenteuerin von Monte Carlo - 2. Marokkanische Nächte, regia di Adolf Gärtner e di Willi Wolff (1921)
- Die Abenteuerin von Monte Carlo - 3. Der Mordprozeß Stanley, regia di Willi Wolff (1921)
- Hans im Glück, regia di Rolf Brunner (1921)
- Die Frau mit den Millionen - 1. Der Schuß in der Pariser Oper (1923)
- Die große Unbekannte, regia di Willi Wolff (1924)
- Der Flug um den Erdball, 1. Teil - Paris bis Ceylon
- Der Flug um den Erdball, 2. Teil - Indien, Europa
- Schatten der Weltstadt
- Die tolle Herzogin
- Wie einst im Mai, regia di Willi Wolff (1926)
- Der Juxbaron, regia di Willi Wolff (1927)
- Kopf hoch, Charly!, regia di Willi Wolff (1927)
- Die schönsten Beine von Berlin (1927)
- Moral, regia di Willi Wolff (1928)
- Unmoral
- Die Frau ohne Nerven
- Polizeispionin 77
- Nur Du
- Die Marquise von Pompadour
- Un caprice de la Pompadour
- Die Abenteurerin von Tunis
- Il mistero di Giovanni Orth

### Regista
- Die Abenteuerin von Monte Carlo - 2. Marokkanische Nächte, co-regia di Adolf Gärtner (1921)
- Die Abenteuerin von Monte Carlo - 3. Der Mordprozeß Stanley (1921)
- Lola Montez, die Tänzerin des Königs (1922)
- Die Frau mit den Millionen - 1. Der Schuß in der Pariser Oper (1923)
- Die große Unbekannte (1924)
- Der Flug um den Erdball, 1. Teil - Paris bis Ceylon
- Der Flug um den Erdball, 2. Teil - Indien, Europa
- Schatten der Weltstadt
- Die tolle Herzogin
- Wie einst im Mai (1926)
- Der Juxbaron (1927)
- Kopf hoch, Charly! (1927)
- Die schönsten Beine von Berlin (1927)
- Die Dame mit dem Tigerfell (1927)
- Moral (1928)
- Unmoral
- Carnival of Crime
- Die Frau ohne Nerven
- Polizeispionin 77
- Nur Du
- Die Marquise von Pompadour
- Un caprice de la Pompadour
- Die Abenteurerin von Tunis
- Strafsache von Geldern (1932)
- Il mistero di Giovanni Orth
- Manolescu, der Fürst der Diebe

### Produttore (parziale)
- Sizilianische Blutrache
- Napoleon und die kleine Wäscherin
- Der weiße Tod
- Kopf hoch, Charly!, regia di Willi Wolff (1927)
- Il mistero di Giovanni Orth
- Der schwarze Walfisch
- Wer wagt - gewinnt